# Fietssnelweg F39
Fietssnelweg F39 is een afgewerkte fietssnelweg van 31 km tussen Veurne en de kanaalkruising (fietssnelweg F33) in Plassendale (Oudenburg, via Nieuwpoort (België) en Gistel. 
Deze fietsverbinding door de kustpolders volgt overwegend de autoluwe jaagpaden op de noordwestoever van het kanaal Plassendale-Nieuwpoort en het kanaal Nieuwpoort-Veurne.

## Deeltrajecten

### Omleiding aan kruising F33
In 2020-2021 heeft de provincie bij de brug van de N33 en fietspad F33 (op de grens Gistel / Middelkerke), de F39 plaatselijk omgeleid omdat bedrijven daar de kade gebruiken, en om goed aan te sluiten op de F33. Dit gebeurt langs het Zandvoordegeleed, met twee fietsbruggen en een fietstunnel onder de N33. 